# وسیله پرتاب سنگین
وسیله پرتاب سنگین (انگلیسی: Heavy-lift launch vehicle) یک وسیله بالابر پرتاب مداری است که می‌تواند برای بالابردن و رساندن مقدار زیادی محموله به مدار مورد نظر نیروی لازم را ایجاد کند. وسیله‌های نقلیهٔ پرتاب سنگین معمولاً قادر به بلند کردن محموله‌های بین ۲۰٬۰۰۰ تا ۵۰٬۰۰۰ کیلوگرم (۴۴٬۰۰۰ تا ۱۱۰٬۰۰۰ پوند) (برابر طبقه‌بندی ناسا) یا ۲۰٬۰۰۰ تا ۱۰۰٬۰۰۰ کیلوگرم (۴۴٬۰۰۰ تا ۲۲۰٬۰۰۰ پوند) برابر طبقه‌بندی روسی)،
به مدار پایینی زمین (LEO) هستند. از سال ۲۰۲۳، وسیله‌های نقلیهٔ پرتاب سنگین عملیاتی شامل چانگ ژنگ ۵، پروتون-ام و دلتا ۵ سنگین هستند.
علاوه بر این، Angara A5، Falcon 9 Full Thrust و فالکون هوی نیز برای ارائهٔ قابلیت‌های حمل سنگین حداقل در برخی از پیکربندی‌ها طراحی شده‌اند، اما هنوز این که محموله ۲۰ تنی را به مدار LEO حمل کنند، ثابت نشده‌است. چندین موشک سنگین دیگر در حال توسعه هستند. یک HLV بین وسایل نقلیه پرتاب با بالابر متوسط و وسایل نقلیه پرتاب فوق سنگین بالابر است.